# 美国国家自然地标

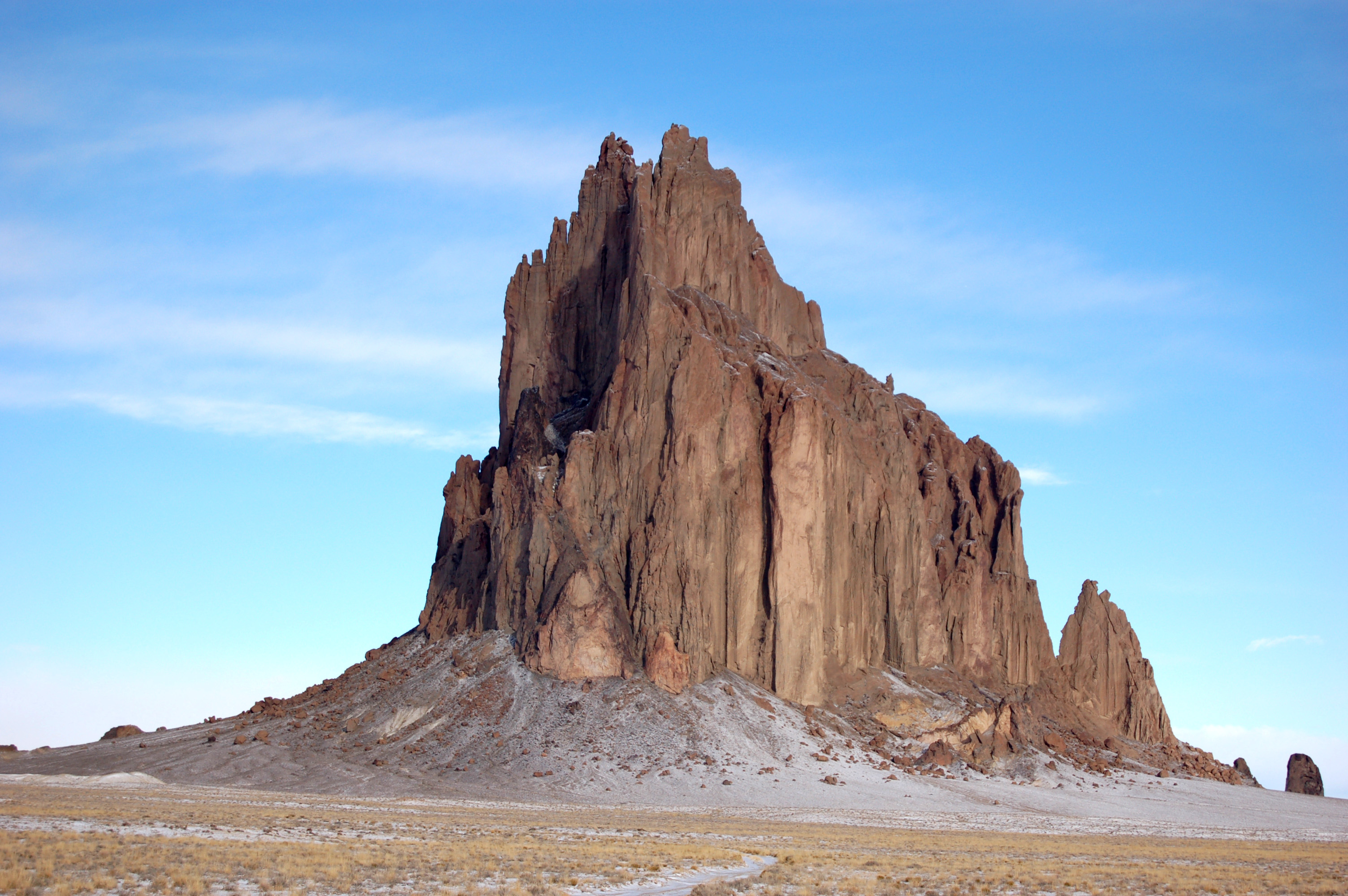
希普羅克峰国家自然地标

美国国家自然地标（英語：National Natural Landmarks，缩写：NNL）是美国为了保护本国的自然历史而成立的一个项目。于1962年5月18日由美國內政部長斯图瓦特·尤德尔启动，是美国唯一一项涵盖公有和私有土地、识别与表彰最具代表性的生物与地质特征的全国性自然区域保护项目。
该项目的目标是鼓励自愿保护体现美国地质与生态历史的重要地点，同时增强公众对国家自然遗产的认识。截至2024年7月，美国国家自然地标名录中已有605个项目，遍布48个州、美属萨摩亚、关岛、波多黎各以及美属维京群岛，涵盖具有国家意义的地质与生态特征。
美国国家公园管理局负责管理国家自然地标项目，并在有需要时协助地标的所有者和管理者进行保护工作。该项目并不以联邦政府收购土地为目标。国家自然地标可由各类土地管理者拥有，参与本项目完全出于自愿。
国家自然地标项目的法律依据为1935年8月21日通过的《历史古迹法》，其运作受联邦法规约束。值得注意的是，国家自然地标项目不具备1966年《国家历史保护法》第106条规定的强制保护效力。因此，国家自然地标的认定仅代表所有者同意在力所能及的范围内保护该地点的重要自然价值，其管理和保护责任完全由所有者承担。任何一方均可在通知对方后终止该协议。